# ل سن
ل سن، (به فرانسوی: Le Sen) یک کامین در فرانسه است که در Canton of Labrit واقع شده‌است.

## خصوصیات
ل سن ۵۱٫۱ کیلومترمربع مساحت و ۲۰۵ نفر جمعیت دارد و ۸۷ متر بالاتر از سطح دریا واقع شده‌است.